# El Lladrer

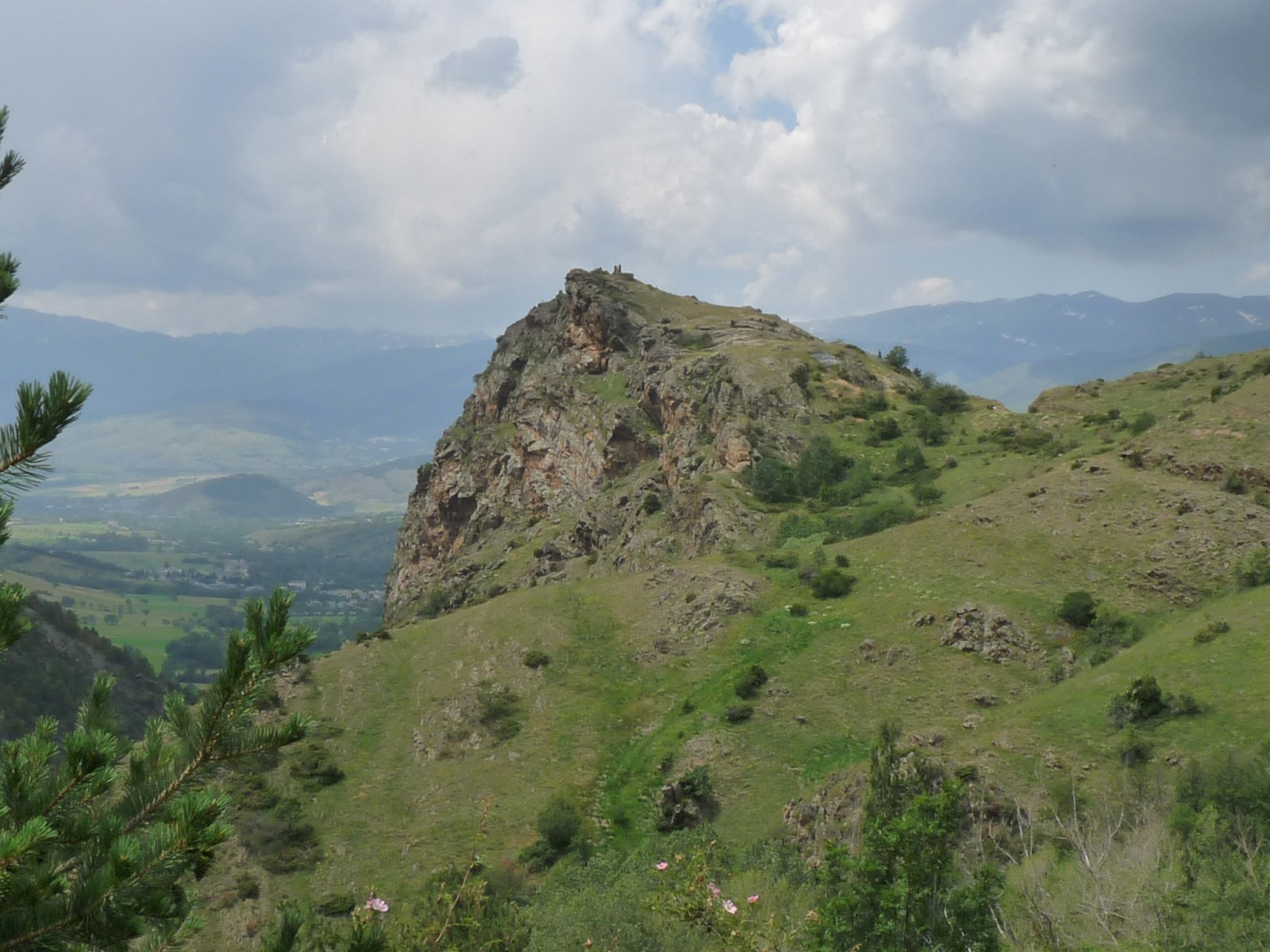
El Lladrer, des de llevant

El Lladrer és una muntanya de 1.643,4 metres d'altitud situada en el terme comunal de Llo, de la comarca de l'Alta Cerdanya, a la Catalunya del Nord.
És cap al centre - nord del terme de Llo, a prop al sud-est del poble, al damunt a la dreta del Segre.
En el cim del Lladrer hi havia hagut el Castell Vell de Llo, i hi romanen les restes de la capella de Sant Feliu de Castellvell.